# Vernon Grounds
 (avril 2022).
Le Dr  Vernon Carl Grounds (19 juillet 1914 - 12 septembre 2010) est un théologien chrétien baptiste américain, éducateur chrétien, chancelier du séminaire de Denver et l'un des leaders du développement de l'évangélisme américain .

## Jeunesse et éducation
Grounds est né le 19 juillet 1914 à Jersey City, New Jersey le plus jeune des trois enfants de John et Bertha Grounds. Il a étudié à l'Université Rutgers et a obtenu un Bachelor of Arts en 1937, puis il a étudié la théologie au Faith Theological Seminary à Wilmington, Delaware et a obtenu un Bachelor of Divinity. Il faisait partie d'un groupe qui comprenant des leaders évangéliques notables tels qu'Arthur Glasser, Kenneth Kantzer, Joseph Bayly et Francis Schaeffer. Le 17 juin 1939, Grounds épouse Ann Barton, avec qui il a un enfant, une fille, ainsi que trois petits-enfants . Il a également étudié à l'Université Drew et obtenu un doctorat en théologie en 1960.

## Carrière académique
Tout en poursuivant ses études, Grounds est pasteur au Gospel Tabernacle à Paterson, New Jersey de 1934 à 1945. Pendant ce temps, il enseigne également au Séminaire américain de la Bible à Wayne, New Jersey, à la Hawthorne Evening Bible School et au King's College (alors à Belmar, New Jersey). Sa carrière d'enseignant à temps plein commence en 1945, lorsqu'il devient doyen et professeur de théologie et d'apologétique au Baptist Bible College & Seminary à Johnson City, New York. Il y reste jusqu'en 1951, date à laquelle il déménage à Denver pour devenir doyen académique du Séminaire théologique baptiste conservateur. Il est ensuite président de 1956 jusqu'à sa retraite en 1979. Grounds continue à jouer un rôle d'enseignant et de conseiller en tant que président émérite et est nommé chancelier en 1993, où il reste actif jusqu'à sa mort .

## Héritage et mort
En 1963, Grounds sert un mandat en tant que président de l'Evangelical Theological Society. Un recueil de Mélanges honorant Grounds, intitulé Christian Freedom, édité par Stanley James Grenz et Kenneth Wozniak, est publié en 1986. Sa biographie, intitulée Transformed by Love: The Vernon Grounds Story, écrite par Bruce L. Shelley est publiée en 2003 . Grounds reçoit également des diplômes honorifiques du Wheaton College et du Gordon College. Il est décédé le 12 septembre 2010 dans un établissement de soins infirmiers à Wichita, au Kansas. À sa mort, le professeur du séminaire théologique George W. Truett et blogueur Patheos Roger E. Olson commémore Grounds comme « un modèle post-fondamentaliste, évangélique centriste. »

## Ouvrages
Grounds est l'auteur de cinq livres :
- La raison de notre espoir (1945)
- Évangélisme et responsabilité sociale (1969) (ISBN 0836116011)
- Révolution et foi chrétienne: une perspective évangélique (1971) (ISBN 1556353758)
- Les problèmes émotionnels et l'Évangile (1976) (ISBN 031025311X)
- Engagement radical : prendre au sérieux la croissance chrétienne (1984) (ISBN 0880700513) ; plus tard republié sous le nom de YBH - Oui, mais comment ? (1998) (ISBN 0929239504)

Grounds contribue également à la rédaction de Christianity Today et écrit plus de 500 articles pour Our Daily Bread de 1993 à 2009.